# Hong Song-su
Hong Song-su (* 15. April 1953) ist ein ehemaliger nordkoreanischer Ruderer.

## Biografie
Hong Song-su startete bei den Olympischen Sommerspielen 1972 in München zusammen mit Kim Un-son, Kim Ki-tae und Ham Il-nyon in der Vierer-ohne-Steuermann-Regatta. Das Boot schied vorzeitig aus.